# 5-й Очаковский переулок
Пя́тый Оча́ковский переу́лок (до 25 декабря 1961 года — Шко́льный переу́лок, до 1960 года — Шко́льный переу́лок посёлка Очаково) — переулок в Западном административном округе города Москвы на территории района Очаково-Матвеевское.

## История
Переулок находится на территории бывшего посёлка Очаково, где он назывался Шко́льный переу́лок. В 1960 году посёлок Очаково вошёл в состав Москвы, переулок вначале сохранял своё название, а 25 декабря 1961 года для устранения одноимённости был переименован и получил современное название.

## Расположение
5-й Очаковский переулок проходит от Большой Очаковской улицы на северо-запад до улицы Наташи Ковшовой. Нумерация домов начинается от Большой Очаковской улицы.

## Примечательные здания и сооружения
По нечётной стороне:
По чётной стороне:

## Транспорт
- Станция Очаково.
- Станции метро «Озёрная», «Мичуринский проспект» (радиальная) и «Мичуринский проспект» (кольцевая).
- По переулку городской общественный транспорт не проходит. От станции метро «Озёрная», далее автобусы 120, 329, с17 до остановки «Улица Пржевальского».

## Галерея
- 4-й Очаковский переулок, дом 4.
- Пересечение с улицей Наташи Ковшовой.
- Вид от улицы Наташи Ковшовой.